# SP-171

Symbole de SP-171.

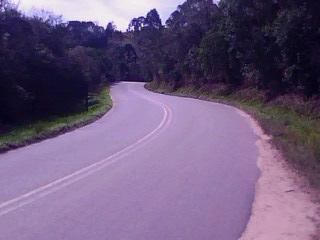
Au.

L’SP-171 est une autoroute de l’État brésilien de São Paulo. Elle est officiellement nommée Rodovia Paulo Virgínio et Rodovia Salvador Pacetti, elle est aussi appelée de Estrada Real.
Elle commence au niveau de la commune de Guaratinguetá, traverse Cunha et se termine à la frontière de l’État de Rio de Janeiro, en direction de Paraty. En 70 kilomètres de longueur, elle connecte les villes de montagne de la vallée du fleuve Paraíba à la côte de l’océan Atlantique. Elle est gérée par DER-SP (département des routes d’État de São Paulo).

## Sources
- (pt) DER-SP — département des routes d’État de São Paulo